# Bela Hill
Bela Hill är en kulle i Antarktis. Den ligger i Östantarktis. Australien gör anspråk på området. Toppen på Bela Hill är 84 meter över havet. Bela Hill ligger vid sjön Snake Lake.
Terrängen runt Bela Hill är huvudsakligen platt. Trakten är glest befolkad. Närmaste befolkade plats är Davis Station, 5,1 kilometer väster om Bela Hill. 